# Chartrier (archives)
Un chartrier désigne une collection des documents autrefois appelés chartres (et par dénaturation devenus chartes), conservée tant par les anciennes institutions féodales et seigneuriales que par les institutions religieuses en Europe. Il s'agit désormais de collections fermées dont l'utilité n'est plus qu'historique. Par extension, il désigne aussi le lieu où sont conservées ces chartes.
Il ne doit pas être confondu avec un cartulaire.

## Généralités
Par extension, le mot « chartrier » s’applique aussi à la salle, coffre ou armoire réservée à la conservation de ces documents de valeurs, qui servaient à prouver la légitimité d’une propriété foncière et les droits d’un prince ou d'un seigneur, d'une abbaye, d'un prieuré, d'un hôtel-Dieu, d'une cathédrale, d'une ville ou de toute autre institution d'importance. De nombreux chartriers ont été détruits pendant la Révolution française, particulièrement en 1793 au plus fort de la Terreur.
Les chartriers civils contiennent principalement des cartulaires, des terriers, actes d'hommage, d'aveux et de dénombrement liés au régime féodal de la propriété foncière, de reconnaissance par les vassaux ou les tenants ou censitaires, des traités de vente ou de mariage, lods et ventes, partage et douaires, livres de comptes etc. Tout acte portant sur l'acquisition et la dévolution des biens appartenant aux principaux propriétaires fonciers.
Les chartriers religieux ou ecclésiastiques contiennent également des cartulaires, et actes liés au régime féodal, comme dans les chartriers civils, et plus spécifiquement des documents de fondation de rentes permettant de financer les activités spirituelle (fondations d'obit, registre de confrérie, dédicaces, etc.) et tout acte portant lié à la pratique du droit canonique.

## Chartriers royaux et princiers
Les rois et les princes du Moyen Âge ont habituellement conservé leurs chartes auprès d'eux, jusqu'à ce que leur volume devienne trop important, notamment à partir du XIIe siècle, ou à la suite de perte liées aux aléas des voyages et aux guerres. En France, le chartrier des rois capétiens est connu sous le nom de « Trésor des Chartes » et a été conservé à partir de 1204 au Louvre, château qu'il venait de faire construire près sa capitale. En Écosse, le chartrier des rois fut emporté à Londres en 1296 et rendus partiellement entre 1329 et 1948. Le roi Robert Bruce fit construire dans le château d'Édimbourg un register house pour les archives royales, qui furent de nouveau déplacées au XVIIe siècle. Toutefois, dans la monarchie britannique, la reine dispose toujours des Queen's archives, institution créée en 1911 à Buckingham et à Windsor.

## Chartriers seigneuriaux
Les seigneurs ont généralement conservé les documents relatifs à leurs fiefs dans une armoire, et pour les plus importants d'entre eux, dans un lieu où ils étaient rangés par fief. Ces chartriers ont été enrichis jusqu'à la disparition du système seigneurial, l'extinction des droits féodaux et seigneuriaux rendant caduque leur utilité juridique. D'une manière générale, ils ont été conservés dans les familles issues des anciens lignages et dans la noblesse. Les Archives du Palais princier de Monaco conservent ainsi plusieurs chartriers dont avait hérité les Grimaldi par la maison de Goyon : comtés de Torigni-sur-Vire et de Rethel, duchés d'Estouteville, d'Aumont, de Mazarin, de Valentinois, entre autres) . Au Royaume-Uni, les lords ont généralement conservé leurs actes dans leur principale demeure, à moins de d'avoir déposé leur chartrier aux Archives nationales (section des Manorial Documents Register) . En France, la Révolution française a eu diverses conséquences sur les chartriers seigneuriaux. D'une part la destruction partielle ou totale, à la suite des lois du 24 juin 1792 (sur les titres généalogiques) et du 17 juillet 1793, d'autre part la confiscation au profit des archives départementales (Série E), mais parfois peu riches en documents. D'une manière plus récentes, certains chartriers seigneuriaux ou familiaux sont déposés par les familles à qui ils ont été transmis, dans la (Série J) des mêmes archives, pour en faciliter la protection, la consultation et éviter les risques de dispersion.

## Chartriers monastiques et capitulaires
Les couvents et abbayes ont parfois conservé les documents relatifs à leurs possessions et rentes dans des armoires, dans leur bibliothèque. Néanmoins, de nombreux chartriers ont aussi été confisqués lors de la Révolution française, après le 10 octobre 1789, dans le cadre de la nationalisation des biens du clergé. Là encore, certains documents peuvent être retrouvés aux archives départementales (série H). 

## Liste de chartriers

### Belgique
- Chartrier des comtes de Namur (Archives de l'État à Namur). Cf. fonds numérisé ; René Laurent, « Sceaux du chartrier des comtes de Namur », Studia, vol. 91, Archives générales du Royaume, 2002, 383 p.

### France
- Chartrier du comté de Brienne (Archives nationales, 4 AP 112-181, XIe-XVIIIe s.).
- Chartrier du Landreau (Archives départementales de la Vendée, 32 J 1-56, 1300-XIXe s.). - Cf. l'inventaire détaillé.
- Chartrier du château de la Roche-Guyon (duché-pairie des La Rochefoucauld), Archives départementales du Val-d'Oise, 10 J.
- Chartrier des ducs de Savoie (Archives départementales de la Savoie/Archives départementales de la Haute-Savoie, SA 1-259, XIe-XIXe s.). - Cf. notice et inventaire.
- Chartrier de l'abbaye de Saint-Denis[4].
- Chartrier de la Maison de Rohan, connu aussi sous le nom de « Chartrier de Blain », détruit en 1793[5].
- Chartrier du chateau de Castelnau (commune de Plou dans le Cher) [6]

### Irlande
- Chartrier des comtes de Pembroke et Montgomery ou Pembroke Estate charters, (National Archives of Irland, fonds 97/46, 1011 et 2011, XIIIe-XXe s.). - Cf. inventaire.

### Royaume-Uni
- Chartrier des ducs de Norfolk (Shieffeld Archives, ACM [Arundel Castle Manuscripts], 14e-20e s.). - Cf. notice TNA).